# Dorfkirche Sehlde

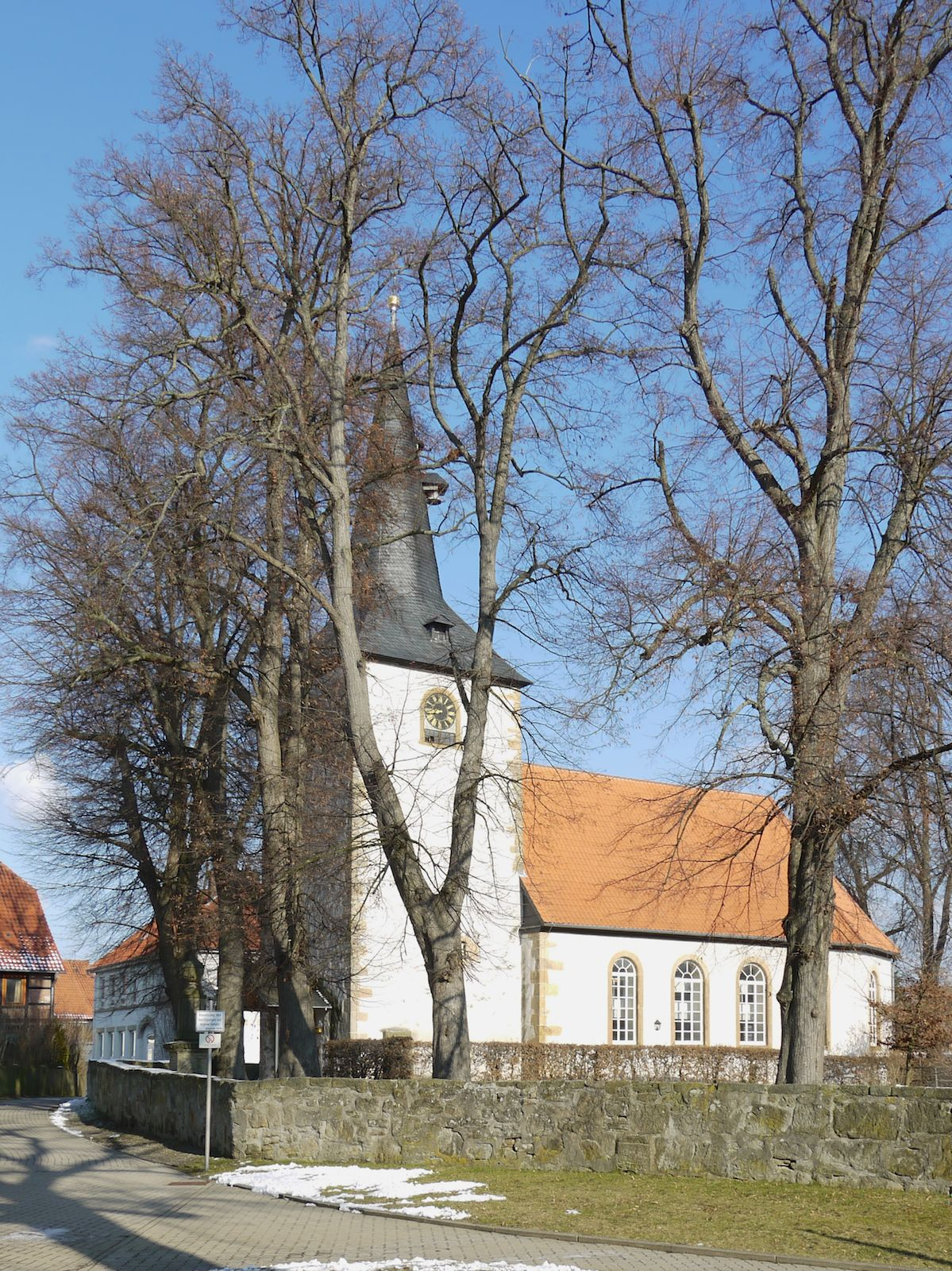
Dorfkirche Sehlde

Die evangelisch-lutherische Dorfkirche Sehlde steht in Sehlde, einer Gemeinde im Landkreis Wolfenbüttel von Niedersachsen. Die Kirche steht unter Denkmalschutz. Die rechtlich selbständige Kirchengemeinde gehört zum Kirchengemeindeverband im Innerstetal in der Propstei Goslar der Evangelisch-lutherischen Landeskirche in Braunschweig.

## Beschreibung
Die heutige Kirche wurde Ende des 17. Jahrhunderts errichtet. Dies bezeugen mehrere Inschriften, wie die Jahresangabe 1696 auf der Südseite des Kirchturms und die Jahreszahl 1702 an der Südostwand des Kirchenschiffes. An der Nordseite kündigt die Inschrift „RENOVATUM 1840“ von Renovierungsarbeiten in diesem Jahr. Die verputzte Saalkirche hat einen dreiseitigen Abschluss im Osten und einen quadratischen Kirchturm im Westen. Der Turm ist mit einem schiefergedeckten spitzen Helm bedeckt. Das Kirchenschiff hat an seinen Längswänden je vier Bogenfenster. Es ist mit einem Satteldach bedeckt, das im Osten abgewalmt ist.
Der Innenraum wird von einem hölzernen Tonnengewölbe überspannt. In den Brüstungen der Emporen befinden sich Tafelbilder mit Darstellungen aus dem Alten und Neuen Testament. Zur Kirchenausstattung gehört ein zweigeschossiger barocker Kanzelaltar, den 1749 Ernst Dietrich Bartels geschnitzt hat. Am Kanzelkorb sind die vier Evangelisten dargestellt. Die Orgel mit 22 Registern, verteilt auf zwei Manuale und ein Pedal, wurde von einem unbekannten Orgelbauer gebaut und 1935 von Otto Dutkowski restauriert.